# Тищенко Микола Федорович
Мико́ла Фе́дорович Ти́щенко (* 1893, село Вельбівка, нині Гадяцького району Полтавської області — † після 1963) — український історик, архівіст.

## Біографія

### Становлення фахівця
Із міщанської родини. Після закінчення гімназії (1908–1913), навчався на історико-філологічному факультеті (історичне відділення) Університету Св. Володимира у Києві. Залишився при університеті як професорський стипендіат (аспірант).
У 1920—1924 роках викладав географію в трудовій школі № 5 Києва. Від жовтня 1924 року до 1932 року — науковий співробітник і певний час виконувач обов'язків директора Київського архіву давніх актів.
Як людину талановиту, активну, самовіддану та працьовиту Тищенка залучали до участі в різних наукових організаціях і установах. Він був членом розборочної комісії та вченим секретарем при губернському архіві, дійсним членом Історичного товариства, науковим співробітником Комісії по виучуванню історії західноруського та українського права, дійсним членом Комітету по виучуванню соціально-економічної історії України і Археографічної комісії. Працював над матеріалами архівів і музеїв Чернігова, Житомира, Києва. Був незмінним секретарем ВУАН у академіка Гіляровського. В серпні 1930 року успішно пройшов чистку в апараті ВУАН.

### Із тавром націоналіста
Коли 1932 року директором Архіву давніх актів призначили професора Оглобліна, Тищенко досить часто сперечався з ним, оскільки був не згоден з тими порядками, які той намагався запровадити. У квітні 1932 року було створено комісію під керівництвом Оглобліна для перевірки роботи архіву. Висловивши закиди до складеної Тищенком картотеки за архівними матеріалами та іншої його роботи в архіві, комісія постановила звільнити Тищенка з роботи як українського буржуазного націоналіста.
У березні 1933 року Тищенка було заарештовано в Києві органами ОДПУ, які упродовж двох тижнів у в'язниці «уточняли», чи не є він сином поміщика, дворянина чи генерала. Не добившись потрібного результату, Тищенка відпустили на волю. Але через тавро буржуазного націоналіста його на роботу нікуди не брали. Тищенко перебивався на тимчасових посадах наукового працівника Всеукраїнського науково-дослідного інституту зерна та продуктів його переробки, бухгалтера будівельної організації. Тільки 1936 року він отримав посаду вчителя географії та економгеографа Клавдіївської середньої школи № 15.

### Під час війни
Оскільки Тищенко мав слабке здоров'я, то на початку війни його не взяли до армії, а по мобілізації Сталінського райміськвійськкомату Києва направили в робітничий батальйон у Смоленську область копати окопи та будувати оборонні укріплення.
Перебуваючи на фронті у складі робітничого батальйону на Смоленщині в місті Семлєв біля В'язьми, в жовтні 1941 року Тищенко разом з іншими бійцями потрапив в оточення і був полонений німцями. Разом з іншими полоненими Миколу Федоровича утримувався два тижні в концтаборі в місті Дорогобужа.
Під час конвою до Смоленська Тищенко разом із двома військовополоненими втік з-під варти. Але через 20 днів по дорозі додому поблизу Ярославля його впіймав німецький патруль і звідти залізницею направив до концтаборів спочатку в Мінськ, а потім у Слуцьк.
У Слуцькому таборі німці запропонували особам, які мають середньо-спеціальну та вищу освіту, працювати за своїм фахом за місцем проживання, але з повною підготовкою у німецьких установах. Тому через тиждень Тищенка разом з іншими військовополоненими перевезли до німецького концтабору біля Нюрнберга. Від листопада 1941 року до липня 1942 року він перебував у таборі військовополонених у місті Фольнегау біля Карлсбада, а потім у спеціальному таборі «Східного міністерства» Німеччини поблизу Берліна в місті Устрау. Німці там готували управлінських спеціалістів із вищою і середньою освітою для подальшої пропагандистської та іншої роботи на окупованих українських територіях. Оскільки Тищенко мав вищу освіту, то його відібрали для такої підготовки.
У таборі всіх військовополонених розділили на три групи: поліцейських (шуцманів), пропагандистів і спеціалістів. Микола Федорович не входив до жодної з них, оскільки мав погане здоров'я. Його готували як перекладача для зв'язків окупаційної влади з місцевим населенням. Жодних умов, завдань та обов'язків йому не нав'язували, жодних зобов'язань та угод із нацистами він не підписував і не укладав.
У цьому таборі Тищенко перебував півроку. Табір розташовувався в лісі і ділився на два огороджені відділення, в яких перебувало приблизно по 500 чоловік військовополонених різних національностей — українці, росіяни, білоруси. В другому відділенні були представники східних національностей. Полонені виконували тільки внутрітабірні роботи, працювали на сільськогосподарських роботах у місцевих бауерів.
У січні 1943 року Тищенка перевели в інший табір, де він виконував різні господарські роботи, працював на будівництві бараків тощо. Тут один зрадник читав для військовополонених різні антирадянські книги, а інший — професор Московського університету (так він себе називав) викладав німецьку мову. Якось останній приніс кілька сторінок із книги німецькою мові. Як виявилося, то були уривки з книги Адольфа Гітлера «Майн кампф», з яких він зачитував полоненим окремі речення, також примушував їх самих читати і перекладати. Причому ні паперу, ні олівців у в'язнів не було. Тому під час повоєнного слідства Миколі Федоровичу переклад сторінок гітлерівської книги інкримінувався як злочин. Він звинувачувався у перекладі праці Гітлера з метою її друку та розповсюдження на окупованих радянських територіях.
У березні 1943 року табірна медична комісія визнала Тищенка непридатним для фізичної праці з діагнозом «дистрофія». Йому видали довідку, що він звільняється з полону. Через два дні після комісії його у складі групи понад 80 поліцейських і інших фахівців відправили до Києва.
У Києві Тищенко через біржу праці та за допомогою своїх знайомих влаштувався на роботу в історичний архів, де до серпня 1943 року працював завідувачем економічного відділу XIX століття.
Під час втечі німців із Києва Тищенка під загрозою розстрілу зобов'язали супроводжувати архівні та музейні цінності, що вивозилися в тил. Будь-які відмови, аргументи і посилання на те, що дружина важко хвора на туберкульоз та інше, не допомагали.
24 вересня 1943 року ешелон прибув до Кам'янця-Подільського. Під час руху ешелону на станції Дунаївці з вагона, в якому їхав Тищенко, випало кілька коробок з архівними документами. Тищенко вистрибнув на ходу з поїзда, підняв ті коробки, догнав вагон і поклав їх на місце.
Серед привезених до Кам'янця-Подільського документів були матеріали давніх актів, що мали велику історичну цінність, а також цінні книги з Української академії наук, 1200 художніх полотен. Оскільки під час руху поїзда один вагон був розкритий і документи дуже перемішались, то Тищенку та іншим працівникам доручили впорядкувати їх. Працюючи з архівними фондами, Микола Федорович вирішив ряд актових книг і декілька ящиків найцінніших архівних матеріалів заховати і зберегти від відправки до Німеччини. Заховані ним документи залишились у Кам'янець-Подільському архіві.
У січні 1944 року частину архівних документів і картин німці вивезли з Кам'янця-Подільського до рейху. Разом з німцями евакуювалися співробітники архіву Гененрі, Дар'ян. На пропозицію німців виїхати разом з ними Тищенко, а також Кульченко, Остроградські, Коленко відмовилися, хоча для них було заготовлено необхідні евакуаційні документи. Незабаром Вінтер надіслав розпорядження про призначення директором архіву Катерини Миколаївни Остроградської, а Тищенка — науковим працівником.
1943 року, після тривалої хвороби, в Кам'янці-Подільському померла дружина Тищенка. У травні 1944 року він одружився з Любов'ю Миколаївною Остроградською — молодшою сестрою Катерини Остроградської.

### Після війни
Із приходом радянських військ Тищенко ще чотири місяці працював завідувачем Кам'янецького архіву.
У 1944—1948 роках Тищенко викладав географію в Кам'янець-Подільському педагогічному училищі. Згідно з характеристикою директора педучилища, Тищенко був одним із найкращих методистів-викладачів, брав активну участь у громадському житті колективу.
1948 року Тищенка заарештували. При обшуку в нього вилучили його особисті речі. Для того, щоб визначити, які з вилучених у нього книг є націоналістичними і забороненими для зберігання та користування приватними особами, а також перевірити, чи не є націоналістичними за своїм змістом наукові праці, написані і надруковані Миколою Федоровичем, УМДБ по Кам'янець-Подільській області створило експертну комісію.
Комісія визначила, що вся подана на розгляд література є буржуазно-націоналістичною, що в наукових працях Тищенко поділяє погляди буржуазно-націоналістичних істориків і економістів Грушевського, Яворського, Слабченка.
Під час слідства Тищенку доводилося переконувати слідчих, суд у тому, що книги йому дісталися від Академії наук УРСР, в яких він був аспірантом і готував наукові публікації з історії і географії України XVIII століття. Частину книг він отримав під розписку з бібліотеки Кам'янецького архіву на цілком законних підставах як співробітник цієї установи.
Недостатність звинувачувальних матеріалів слідства призвела до того, що його двічі судив військовий трибунал і не міг винести звинувачувального вироку. Обласне управління МДБ не бажало змиритися з цим і направило його справу до Москви. Рішенням Особливої наради при МДБ СРСР від 1 грудня 1948 року Тищенка засудили до позбавлення волі у виправно-трудовому таборі терміном на 10 років. Від покарання був звільнений постановою Карагандинського обласного суду від 11 лютого 1955 року через хворобу.
Повернувшись до Кам'янця-Подільського, Микола Федорович працював швейцаром в індустріальному технікумі, наймав куточок на приватній квартирі. Неодноразово звертався у різні інстанції щодо своєї реабілітації як жертви політичних репресій, але безрезультатно. Тільки 18 травня 1962 року кримінальну справу щодо звинувачування Тищенка у зраді Батьківщині переглянув військовий трибунал Прикарпатського військового округу. Справу припинили, оскільки не було виявлено складу злочину, а Тищенка реабілітували.

## Наукова діяльність
Дослідник економічної історії України XVIII століття (зокрема, зовнішньої торгівлі).
Головні праці:
- Нариси історії торговлі Лівобережної України з Кримом у XVIII ст. // Історико-географічний збірник. – К., 1928. – Т. ІІ
- «Нариси історії зовнішньої торгівлі Стародубщини в 18 столітті» («ЗІФВ ВУАН», т. 26, 1931),
- Шовківництво в Київі та в Київській губ. в XVIII та першій половині XIX ст. // Історико-географічний збірник. – К., 1928. – Т. ІІ
- «Гуральне право та право шинкувати горілкою на Лівобережній Україні до кінця 18 століття» («Праці Комісії історії українського права», III, 1927);
- Суконна фабрика Київського „Приказа Общественнаго Призрѣнія" // Історико-географічний збірник. – К., 1927. – Т. І
- статті з історії архівної справи в Україні тощо.

1963 року, після вимушеної тривалої перерви, опублікував в «Українському історичному журналі» статтю «Про участь Лівобережної України в зовнішній торгівлі Росії у 18 столітті».